# ルイ・ル・コント
ルイ・ル・コント（Louis Le Comte、1655年10月10日 - 1728年4月18日）は、フランスのイエズス会修道士。ルイ14世のもとで組織されて中国入りした5人の宣教師のひとり。のちにヨーロッパに戻ってイエズス会の立場から著書を出版したが、当時のフランスで起きていた典礼論争の火に油をそそぐ結果になった。
中国名は李明(Lǐ Míng)。

## 略歴
ル・コントはボルドーで生まれ、1671年にイエズス会に入った。ルイ14世のもとで組織された6人の宣教師（うち5人が実際に中国に赴任）のひとりとして、シャム・寧波を経由して、1688年に北京に到着した。5人のうちジャン＝フランソワ・ジェルビヨンとジョアシャン・ブーヴェが北京の宮中にはいり、ほかの3人は地方で布教することが許された。ル・コントは山西省、のちに陝西省で布教したが、フランスが勝手に宣教師を派遣することを快く思わないポルトガルが、フランスから送られてきた物資をマカオで差し止めたために困窮した。ル・コントはこの窮状を訴えるためにヨーロッパに派遣された。
ル・コントは1691年に出発し、翌年フランスに到着した。さらにローマでこの問題について説明した後にパリへ戻り、1696年に『中国の現状に関する新しい覚書』という、14通の手紙の形式による著書を出版した。
- Nouveaux mémoires sur l'etat présent de la Chine. Paris. (1696) (第2巻)

この著書は典礼問題についてイエズス会側の立場から書かれている。好評を博して1700年までに少なくとも10刷を重ね、英語・ドイツ語・イタリア語に翻訳された。
同書のなかで、ル・コントは次のように記している。
「支那は国初から、世界の他の国民よりも幸福なことに、その古代宗教の神聖な原理を根抵からほとんど汲み尽してまいりました。東アジアに拡がったノアの子孫が恐らく支那を建設したのでありましょう。」(後藤末雄訳、同書第三版、第二巻、p.108)
1700年にソルボンヌ大学神学部はル・コントの著書を批判し、典礼論争がさらに大きくなった。特に問題になったのは中国人が紀元前2000年ごろからキリスト教と同じ神の知識を持っていたという主張であった。ル・コントによれば中国は偶像崇拝の暗黒の国ではなく、むしろヨーロッパの方が中国を見ならうべきだとした。
イエズス会のル・ゴビアンは、『パリ大学神学部の博士への手紙』(1700年)、『中国ならびに東インドについてのイエズス会伝道団の手紙』(1702年)などで、ルコントの立場を擁護した。
ル・コントは中国へ戻ることなく、故郷のボルドーで没した。

## 評価
Mungello によると、ル・コントは中国に3年半しか住んでおらず、漢籍が読めたかどうか疑わしいという。また、学者としても中国に赴任した5人のうち最も見栄えがしなかった。ル・コントの著書は学術的でなかったために一般受けはしたが、典礼問題のような複雑な問題を処理するにはル・コントは凡庸にすぎた。ただ、ソルボンヌによって弾劾されたル・コントの主張は、より穏やかな表現ながら以前からイエズス会士の著書に現れていたものであり、ル・コントだけが特異なわけではなかった。